# دانیل شولمان
دانیل شولمان (عبری: דניאל ניקול שולמן‎؛ زادهٔ ۲۲ دسامبر ۱۹۸۹) بازیکن فوتبال اهل ایالات متحده آمریکا است.
از باشگاه‌هایی که در آن بازی کرده‌است می‌توان به اسکای بلو اف‌سی اشاره کرد.
وی همچنین در تیم ملی فوتبال زنان اسرائیل بازی کرده‌است.